# Памятник Суворову (Тирасполь)
Па́мятник Суво́рову — конный монумент, установленный на площади Суворова (бывшая площадь Конституции) в Тирасполе.
По мнению директора Тираспольского объединённого музея Аллы Мельничук, этот памятник считается одним из лучших в художественном отношении памятников Суворову на территории бывшего СССР.

## История

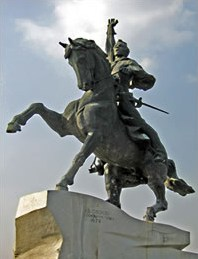
Конный памятник Суворову

Памятник установлен в 1979 году. Скульпторы Владимир и Валентин Артамоновы, архитекторы Я. Дружинин и Ю. Чистяков.
Расположен на небольшом возвышении на площади Суворова — главной площади приднестровской столицы. Монумент награждён золотой медалью имени скульптора Евгения Вучетича.
Памятник сделан из бронзы и высота его составляет 9 метров.
А. В. Суворов считается основателем Тирасполя, так как именно по его указанию для укрепления новых границ империи в 1792 на левом берегу Днестра в рамках организации Днестровской линии была заложена крепость Срединная; при земляной крепости Срединной был основан город Тирасполь (статус города с 1795).
В 2013 году планировалось отреставрировать наружное покрытие памятника русскому полководцу Александру Суворову, которое пострадало после очистки от пыли и иного загрязнения. А несколько лет назад проводился капитальный ремонт пьедестала, на котором были обнаружены трещины.

## Памятник в символике, банкнотах и почтовых марках

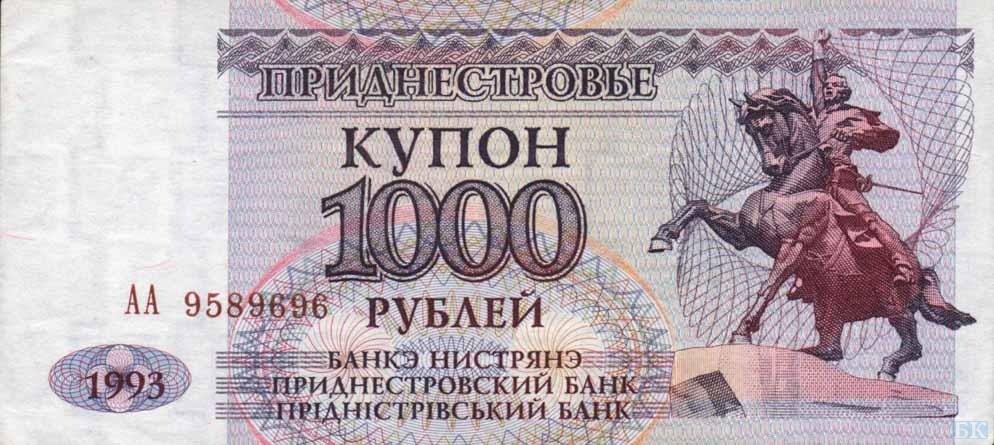
Памятник Суворову в Тирасполе на банкноте 1000 приднестровских рублей 1993 года выпуска

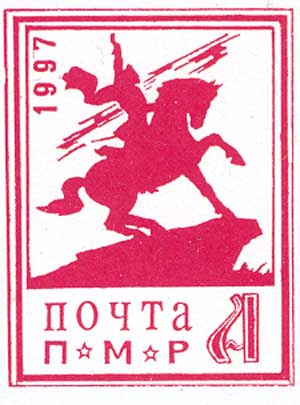
Почтовая марка ПМР — памятник Суворову (1997)

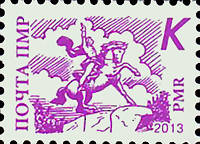
Почтовая марка ПМР — памятник Суворову (2013)

Памятник А. В. Суворову является одним из известных символов города Тирасполя и всего Приднестровья.
Памятник изображен на первых банкнотах Приднестровской Молдавской Республики номиналом 50, 100, 200, 500, 1000 рублей 1993 года выпуска, 5000 рублей 1995 года выпуска, 500000 рублей 1997 года выпуска.
В 1997 году на почтовой марке ПМР был изображен памятник А.В. Суворову с литерным номиналом «А» и «Б».
В 2013 году была выпущена новая почтовая марка Приднестровья «памятник Суворову в Тирасполе» с литерными номиналами «А» и «У». Тираж марок «А» — 208 000 экземпляров и «У» — 39 000 экземпляров.